# 菝葜叶栝楼
菝葜叶栝楼（学名：Trichosanthes smilacifolia）为葫芦科栝楼属下的一个种。該物種分佈於中國云南南部南糯山及东南部麻栗坡、西藏东南部墨脱等地海拔600-1200-1500米的常绿阔叶林中。